# Чану-Мік
Чану-Мік (рум. Ceanu Mic) — село у повіті Клуж в Румунії. Входить до складу комуни Турень.
Село розташоване на відстані 307 км на північний захід від Бухареста, 17 км на південний схід від Клуж-Напоки.

## Населення
За даними перепису населення 2002 року у селі проживали 519 осіб. Рідною мовою 515 осіб (99,2%) назвали румунську.
Національний склад населення села:
| Національність | Кількість осіб | Відсоток |
| -------------- | -------------- | -------- |
| румуни         | 514            | 99,0%    |
| угорці         | 5              | 1,0%     |